# زیربغل
زیربغل (به انگلیسی: Armpit یا Axilla یا Underarm یا Oxter) ناحیه‌ای در بدن انسان است که بازو به شانه متصل می‌شود.

## کالبدشناسی
فضاهای زیربغلی (آگزیلا): ماهیچه‌های گرد کوچک و گِرد بزرگ (تِرِس مینور و ترس ماژور)، با انتهای فوقانی استخوان بازو (هومروس) سه ضلع یک مثلث را تشکیل می‌دهند، این مثلث توسط سر دراز ماهیچه سه‌سر بازویی به دو فضای چهارگوش و سه‌گوش تقسیم می‌شود. اضلاع فضای چهارگوش از این قرارند: ضلع فوقانی از ماهیچه‌های گرد کوچک و زیرکتفی (ساب‌اسکاپولاریس) و کپسول مفصلی (مفصل شانه) تشکیل می‌شود. ضلع تحتانی از ماهیچه گرد کوچک، ضلع داخلی از سر دراز ماهیچه سه‌سر بازویی، و ضلع خارجی از گردن جراحی استخوان بازو تشکیل می‌گردد. از این فضا رگ‌های سیرکومفلکس هومرال خلفی و عصب اگزیلاری عبور می‌کنند.
فضای چهارگوش راهی را برای عبور عروق و اعصاب نواحی قدامی اگزیلا و ناحیه کتفی (اسکاپولار) خلفی فراهم می‌کند. حدود فضای چهارگوش در ناحیهٔ اسکاپولار خلفی از قسمت‌های زیر شکل گرفته‌است: کنار فوقانی ترس ماژور، کنار تحتانی ترس مینور، گردن جراحی استخوان، بازو، کنارهٔ خارجی سر دراز عضله سه‌سر بازویی. سه سر این فضا را عضلات تشکیل می‌دهند.
عصب زیربغلی و سرخرگ و سیاهرگ سیرکومفلکس هومرال خلفی از این فضا عبور می‌کنند.

## موی زیربغل
موی سیاه زیربغل همچون موی زهار در دوران بلوغ رشد کرده و این در هر دو جنس مرد و زن یکسان می‌باشد. امروزه روش‌های زیادی برای اصلاح موهای این منطقه وجود دارد که از متداول‌ترین روش‌ها اصلاح شخصی که به وسیله تیغ‌های معمولی امکان می‌یابد می‌توان اشاره کرد. روش لیزر نیز روشی حرفه‌ای و هزینه بر می‌باشد اما نتیجه‌ای بهتر نیز در پی دارد.
در فرهنگ مدرن اصلاح موی زیربغل به دلایل زیبایی‌شناختی متداول‌تر شده‌است.

## تیرگی زیربغل
این عامل به شرایط مختلفی بستگی دارد که از آن جمله می‌توان به مردن سلول‌های پوستی در اثر عرق کردن‌های متداول و تمیز نکردن مرتب آن اشاره کرد.

## تعریق زیربغل

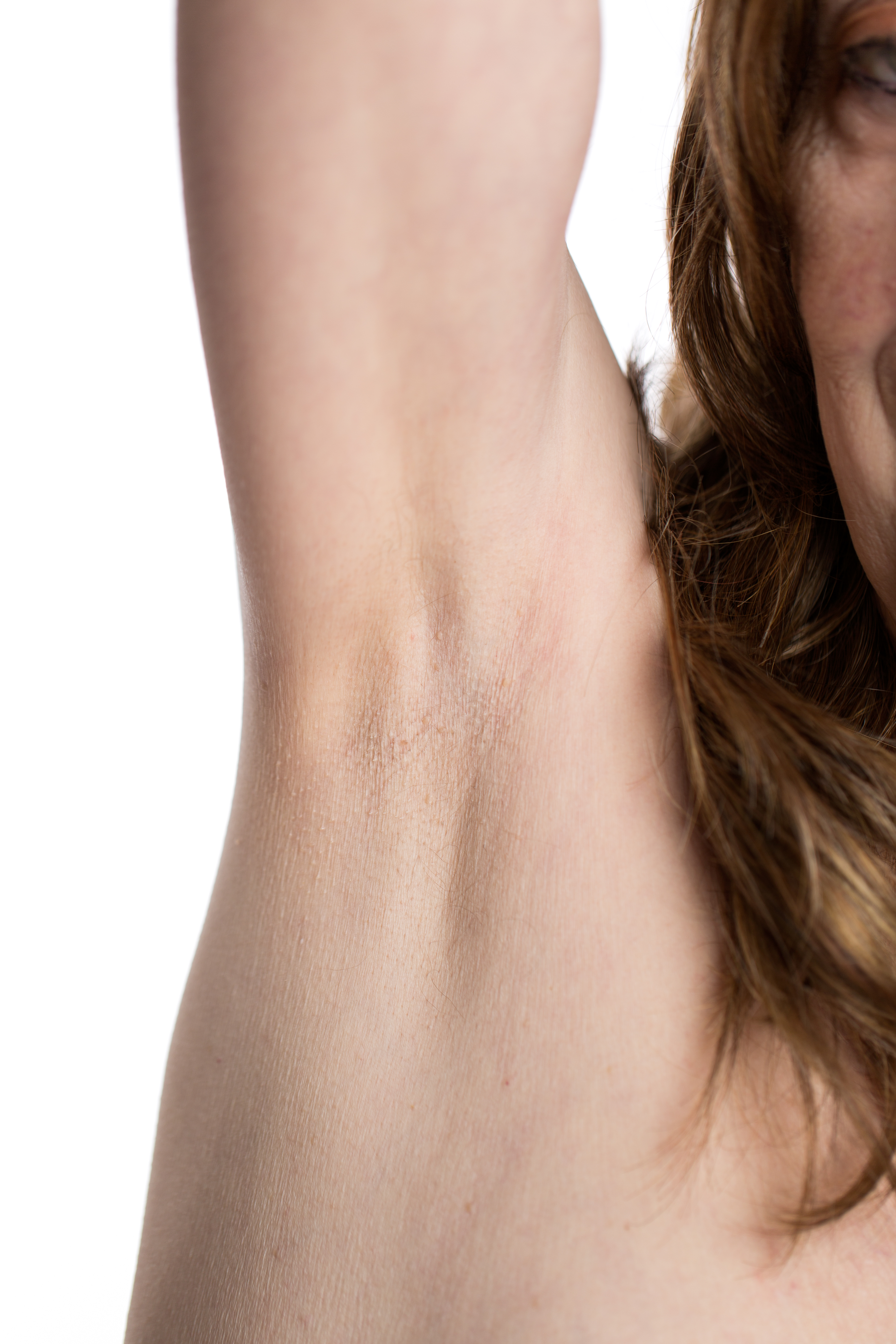
زیربغل اصلاح‌شده

عرق توسط غدد زیر پوست به اسم «اکراین» و «آپوکراین» تولید می‌شود. عرق واکنش طبیعی بدن در مقابل گرماست. درواقع بدن با عرق کردن می‌خواهد خود را خنک کند. بیشتر حجم عرق را آب تشکیل می‌دهد. البته در عرق اسید لاکتیک، اوره و مقدار کمی مواد معدنی دیگر مانند سدیم، پتاسیم و… نیز وجود دارد. عرق به غیر از نقش خنک کردن بدن، پوست را نرم و مرطوب می‌کند. یک فرد بالغ می‌تواند تا ۱۴ لیتر در روز عرق کند.
جلوگیری از تعریق زیربغل با نکته‌های زیر قابل انجام است:
- ضد عرق موضعی
- اصلاح زیربغل
- اجتناب از غذاهای تحریک‌کننده عرق
- استفاده از اسپری ضد تعریق
- پوشاک ضد تعریق
- استفاده از پد عرق گیر
- بوتاکس

سم بوتولینوم با مسدود کردن مواد شیمیایی فعال کننده عرق و غدد بزاقی، از تعریق و ترشح بزاق اضافی، جلوگیری می‌کند.

## جامعه و فرهنگ
موی زیربغل محدود به جنسیت خاصی نمی‌شود و معمولاً هم در دختران و هم پسران در دوران بلوغ رشد می‌کند.
در دوران جنبش فمنیستی در فرهنگ هیپی بعضی از زنان هیپی تصمیم گرفتند که موهای زیربغلشان را به دلایل مختلف از جمله برابری با مردان بلند نگاه دارند و در مقابل بعضی از مردان تصمیم گرفتند که به دلایلی همچون زیبایی یا شنا موهایشان را کوتاه کنند.
برای بسیاری از انسان‌ها زیربغل یک عضو بسیار حساس و قلقلکی محسوب می‌شود که وقتی توسط فردی دیگر قلقلک داده می‌شود حالتی بسیار ناخوشایند را در فرد قلقلکی ایجاد خواهد کرد و در بسیاری از انسان‌ها متعاقباً خنده شدید و غیرارادی را به دنبال خواهد داشت. این حالت به جنس و سن و سال خاصی محدود نمی‌شود و احتمالاً دلیل آن عصب‌هایی است که در این نقطه از بدن وجود دارد.

## فتیش زیربغل
در سراسر دنیا افرادی وجود دارند که به دلیل علاقهٔ بیش از حد به قسمتی از بدن در گروه‌های مربوط عضویت دارند، این پدیده فتیش جنسی نامیده می‌شود و زیربغل نیز یکی از این قسمت‌ها می‌باشد.
در این گروه‌ها در مورد خود زیربغل، زیربغل مو دار، زیربغل اصلاح شده، زیربغل تراشیده، عرق زیربغل و … به بحث و گفتگو می‌پردازند.